# Immaculate (2024)
Immaculate ist ein US-amerikanisch-italienischer Spielfilm aus dem Jahr 2024 mit Sydney Sweeney, der unter der Regie von Michael Mohan nach einem Drehbuch von Andrew Lobel entstand. Premiere des Horrorfilms war am 12. März 2024 am South-by-Southwest-Festival (SXSW).

## Handlung
Eine junge Nonne nimmt mitten in der Nacht einen Schlüssel an sich und flieht panisch Richtung Tor eines Klosters. Ihre Flucht wird sofort bemerkt, die junge Frau zurückgehalten und offenbar lebendig begraben. 
Die junge fromme Cecilia verlässt ihren bisherigen Orden in Michigan, nachdem dieser aufgrund seiner geringen Mitgliederzahl aufgelöst wurde und sie die Möglichkeit erhält, in ein Kloster in Italien einzutreten. Dort wird sie von Pater Tedeschi und den Ordensschwestern herzlich aufgenommen, allerdings von ihrer Ankunft an mit seltsamen Ereignissen konfrontiert. Sie freundet sich mit der jungen Schwester Gwen an und lebt sich in den Orden ein. Nach einer ärztlichen Untersuchung wird sie zu ihrem abgelegten Gelübde befragt, da sich herausstellt, dass sie schwanger ist. Da sie ihrem Gelübde treu geblieben und noch Jungfrau ist, wird ihre Schwangerschaft als Wunder und sie wie eine Heilige verehrt. 
Cecilia, die seit ihrer Kindheit, in der sie einen Unfall knapp überlebt hat, nach einem Grund sucht, weshalb sie von Gott gerettet wurde, ist mit der Situation überfordert. Als Schwester Isabelle, die sie von Anfang an misstrauisch beäugt hat, sie im Bad zu ertränken versucht und Gwen sie darauf hinweist, dass sie seit fünf Monaten schwanger ist, ohne bei einem externen Arzt gewesen zu sein, verschwinden beide: Isabelle stürzt vom Dach und stirbt, Gwen wird fortgebracht, nachdem sie ihre Anklagen gegen die Obrigkeit erhebt. Auf Cecilias Fragen, etwa bezüglich eines abgebrochenen Zahns, wird von Pater Tedeschi, der Mutter Oberin und Dr. Gallo stets nur ausweichend geantwortet. 
Als Cecilia in einer Nacht Schreie hört und diesen folgt, wird sie Zeugin, wie Gwen gewaltsam die Zunge amputiert wird. Cecilia unternimmt einen Fluchtversuch, indem sie mit dem Blut eines geschlachteten Huhnes eine Fehlgeburt vortäuscht. Tedeschi bringt Cecilia auf den Rücksitz seines Autos, um mit ihr ins Krankenhaus zu fahren. Zwischenzeitlich wird im Kloster unter Cecilias Bett der Kopf des Huhnes gefunden. Auf dem Weg ins Krankenhaus erhält Tedeschi einen Anruf und wird über den Fund informiert, Cecilias Plan ist somit aufgeflogen und sie wird ins Kloster zurückgebracht.
Pater Tedeschi erläutert Cecilia, was es mit ihrer Schwangerschaft auf sich hat: Der ehemalige Biologe versucht seit Jahren mithilfe der DNA von einer Reliquie, einem der Nägel vom Kreuz Christi, und potentiell fruchtbaren jungen Frauen, einen neuen Heiland zu zeugen. Dies geschieht mit dem Segen des Ordens, der Cecilia fortan strenger bewachen lässt. Hochschwanger und nicht bereit, sich mit ihrer Rolle in diesem Experiment abzufinden, bringt sie nacheinander die Mutter Oberin und ihren Beichtvater um und will auch Tedeschis Labor vernichten, muss vor diesem jedoch in die verbotenen Katakomben fliehen. Kurz vor einem Fenster in die Außenwelt wird sie ein letztes Mal von ihm gestellt, kann ihn aber, vor einem drohenden Kaiserschnitt, erstechen. 
Außerhalb des Klosters vollbringt sie die Geburt, nabelt selbst ab und holt, nach einem Moment des Innehaltens, einen Stein und erschlägt das Neugeborene, ohne dass dessen Identität gezeigt wird.

## Besetzung und Synchronisation
Die deutschsprachige Synchronisation übernahm die RRP Media. Dialogregie führte Torsten Sense, das Dialogbuch schrieb Jan Fabian Krüger.
| Rolle              | Darsteller                 | Synchronsprecher |
| ------------------ | -------------------------- | ---------------- |
| Schwester Cecilia  | Sydney Sweeney             | Olivia Büschken  |
| Schwester Gwen     | Benedetta Porcaroli        | Victoria Frenz   |
| Schwester Mary     | Simona Tabasco             | Marie Hinze      |
| Schwester Isabelle | Giulia Heathfield Di Renzi | Franziska Endres |
| Pater Sal Tedeschi | Álvaro Morte               | Nico Mamone      |

## Produktion und Hintergrund
Der Film wurde von Fifty-Fifty Films und Black Bear Pictures produziert, die Serviceproduktion in Italien übernahm die Lupin Film. Als Produzenten fungierten Sydney Sweeney, Jonathan Davino (Fifty-Fifty Films), David Bernad, Teddy Schwarzman und Michael Heimler (Black Bear Pictures). Dreharbeiten fanden im Februar 2023 in Rom statt. Den Vertrieb übernahm in Deutschland Capelight.
Die Kamera führte Elisha Christian, die Musik schrieb Will Bates, die Montage verantwortete Christian Masini. Das Szenenbild gestaltete Adam Reamer. Regisseur Michael Mohan und Hauptdarstellerin Sydney Sweeney arbeiteten zuvor für die Fernsehserie Everything Sucks! und den Erotikthriller The Voyeurs (2021) zusammen.

## Veröffentlichung
Premiere war am 12. März 2024 am South-by-Southwest-Festival (SXSW). Österreich-Premiere war am 29. März 2024 im Filmcasino.
In Deutschland kam der Film am 4. April 2024 in die Kinos, am 18. Juli 2024 startete der Film in den Deutschschweizer Kinos.
Auf Blu-ray wurde der Film am 25. Juli 2024 veröffentlicht.

## Rezeption
Oliver Armknecht vergab auf film-rezensionen.de fünf von zehn Punkten. Der Film sei über lange Strecken Horror von der Stange, der zwar ein atmosphärisches Setting habe, aber keine Ideen. Dafür überschlügen sich später die Ereignisse, wenn aus dem wenig bemerkenswerten Grusler ein trashiges Gemetzel werde. Das passe alles nicht zusammen, bleibe aber immerhin etwas in Erinnerung.
Oliver Kube bewertete die Produktion auf filmstarts.de mit drei von fünf Sternen. Sydney Sweeney sei mit ihrer nuancierten, starken Performance und speziell einer unvergesslichen Szene zum Ende der große Trumpf des ansonsten oft eher mittelmäßigen Werks.
Ilija Glavas vergab auf kinomeister.de 6,5 von 10 Punkten. Immaculate erinnere zwar an Nonnen-Grusel-Filme, sei aber – getragen von einer überzeugenden Hauptdarstellerin – weitaus mehr als ein typischer Kloster-Spuk-Film.
Florian Hoffmann befand auf blengaone.de, dass der Film nur eher uninspirierte B-Horrorware biete, die trotz hochwertiger Bilder und einer tapfer aufspielenden Sydney Sweeney kaum Grusel oder Spannung erzeugen könne.